# 太祖養蒙格布祿
「太祖養蒙格布祿」は、『滿洲實錄』にみえる明万暦27年1599の戦役。
ハダ国主メンゲブルを本戦役で破り、ハダの居城を陥落させたヌルハチは、ハダ国民を併呑し、ハダは滅亡した。

## 経過
明万暦27年1599旧暦3月?、互いに反目しあっていたハダ国主メンゲブルとイェヘ東城主ナリムブルの間の緊張はついに武力衝突に発展した。しかしメンゲブルはイェヘの軍事力に抗いきれず、満洲マンジュ国主ヌルハチに加勢を求めようと三人の子を人質に送った。要請を受けたヌルハチはグァルギャ氏フョンドンとイルゲン･ギョロ氏噶蓋ガガイに兵2,000を率いてハダの地に進駐させた。ヌルハチの動向を察知したナリムブルは両者の連携を阻止しようと、明の開原城 (現遼寧省鉄嶺市開原市) の通事に協力を求め、書簡をもたせてメンゲブルの許へ走らせた。その書簡でナリムブルは、フョンドンとガガイを捕え、人質に出した三人の子をマンジュ到着前に連れ戻すことが出来たら、昔求めた娘を妻として与えると、メンゲブルを賺した。メンゲブルはまんまと乗せられ、開原でイェヘの者と密会し、妻二人をイェヘに送った。
フュンドン、ガガイらからメンゲブルの動向を報されたヌルハチは同年9月、ギョルチャ氏アンバ･フィヤングらを従えて出兵し、ハダに侵攻した。従軍していた弟シュルハチは自ら先鋒に名告りをあげ、ヌルハチはそれを許可して兵1,000を与えた。しかしハダに至ったシュルハチは、ハダ兵が出動して抗戦するのをみても静観し、さらに敵兵が迎撃に来るとは知らなかったと言い訳した。莫迦げた言い訳に怒ったヌルハチは躬ら兵を率いて侵攻したが、前方のシュルハチ隊が邪魔で前へ進めず、已むを得ず敵の城に沿って進軍を試みたものの、城塞からは矢が雨霰と降り注ぎ、多くの兵士が負傷した。

### 太祖蒙格布祿ヲ養フ
同月初七日に城はようやく陥落し、メンゲブルはシュムル氏ヤングリに生け捕られ、ヌルハチの前に突き出された。メンゲブルが跪き地べたを這い這い赦しを乞うたため、ヌルハチは貂皮の帽子と外套を下賜し、扶養することにした。ハダ所領の諸城はことごとく降伏し、ヌルハチ軍はハダ軍の武器や民間の家財への掠奪も、眷属への暴行も犯すことなく、軍民を悉くマンジュ戸籍に編入して連れ帰った。ハダはここに滅亡した。
その後、ヌルハチはメンゲブルに娘を妻として与え、ハダの故地に帰還させようと考えた。ところがメンゲブルはヌルハチの女と姦通し、さらにガガイと王位簒奪を計画したことが発覚したことで、ガガイおよび姦通した女もろとも処刑された。
万暦29年1601、ヌルハチはメンゲブルの子ウルグダイに公主・莽古吉マングジを降嫁させた。一方、明の万暦帝はヌルハチがメンゲブルを殺害し、ハダを討滅したことを快く思わず、ウルグダイを国主にしてハダを復興させるよう迫った。ヌルハチは渋々、ウルグダイとハダの軍民をハダの故地へ帰還させ、ハダを復興させた。ところが、イェヘのナリムブルが蒙古兵を伴ってまたもハダへの襲撃を繰り返すようになった。元は自分が併呑したものを、明の命令でやむなし還したのに、いまやイェヘのなすがままになっていても明は干渉しようとしない。ヌルハチは不満を覚え明に苦情を呈したが、ききいれられず。
おりから、ハダは飢饉にみまわれ、開原城に食糧の供給を求めたが相手にされず、食糧難の中で妻子を鬻ぎ食料にかえる者が軍民に現れる始末であった。飢饉の中でハダの軍民が流離するのをみたヌルハチは、再びハダを併呑した。ウルグダイは公主マングジと共にヌルハチに帰順した。

## 脚註

### 典拠
1. 1 2 3 4  “己亥歲萬曆27年1599 9月1日段354-355”. 太祖高皇帝實錄. 3
2. 1 2 3 4  “己亥歲萬曆27年1599 3月段57”. 滿洲實錄. 3
3. 1 2  “太祖高皇帝己亥年至辛亥年 (秋九月平哈達國)”. 皇淸開國方畧. 3
4. ↑  “將帥1 (安費揚古)”. 國朝耆獻類徵初編. 261. "己亥年九月從太祖滅哈達"
5. ↑  “辛丑歲萬曆29年1601 1月1日段356-357”. 太祖高皇帝實錄. 3
6. ↑  “辛丑歲萬曆29年1601 1月段58”. 滿洲實錄. 3

### 脚註
1. ↑  原文はそれぞれ、『太祖高皇帝實錄』：「孟格布祿惑其言, 約於開原城, 令其妻二人往議。」、『滿洲實錄 (太祖武皇帝實錄)』：「蒙格布祿依言, 約葉赫人於開原, 令二妻徃議」、『manju i yargiyan kooli』：「hadai (哈達の) menggebulu beile (蒙格布祿貝勒) tere gisun de (その言葉に) dosifi (聽き), yehei niyalma be (葉赫の人を) daiming gurun i (大明國の) k'ai yuwan hecen de (開原城に) boljofi (約し), ini juwe sargan be (その二人の妻を) unggifi (送りて) gisurehe be (誓ひけるを), ……」。

## 文献

### 実録
- 編者不詳『太祖武皇帝實錄』崇徳元年1636 (漢)

＊中央研究院歴史語言研究所版 (1937年刊行)
- 覚羅氏勒德洪『太祖高皇帝實錄』崇徳元年1636 (漢)
- 編者不詳『滿洲實錄』乾隆46年1781 (漢)
  - 『ᠮᠠᠨᠵᡠ ᡳ ᠶᠠᡵᡤᡳᠶᠠᠨ ᡴᠣᠣᠯᡳmanju i yargiyan kooli』乾隆46年1781 (満) ＊今西春秋版
    - 今西春秋『満和蒙和対訳 満洲実録』刀水書房, 昭和13年1938訳, 1992年刊

### 史書
- 『皇淸開國方畧』
- 李恒『國朝耆獻類徵初編』光緒16年1890 (漢) ＊明文書局版
- 稻葉岩吉『清朝全史』上巻, 早稲田大学出版部, 大正3年1914
- 趙爾巽『清史稿』清史館, 民国17年1928 (漢) ＊中華書局版
- 孟森『清朝前紀』民国19年1930 (漢) ＊商務印書館版

### Web
- 栗林均「モンゴル諸語と満洲文語の資料検索システム」東北大学
- 「明實錄、朝鮮王朝実録、清實錄資料庫」中央研究院歴史語言研究所 (台湾)